# Conflict Archive on the Internet
El Conflict Archive on the Internet (CAIN) és una base de dades que conté informació sobre el conflicte d'Irlanda del Nord des del 1968 fins a l'actualitat. El projecte es va iniciar el 1996, i va disposar d'un web des del 1997, amb seu al campus de Magee de la Universitat de l'Ulster. El nom és una al·lusió al Caín bíblic, que va assassinar el seu germà Abel.
CAIN està afiliat a l'Arxiu Social i Polític d'Irlanda del Nord (ARK), que consisteix en diversos llocs web dedicats a proporcionar material informatiu relacionat amb el procés polític i la història d'Irlanda del Nord. A més de la Universitat d'Ulster, també participa en el projecte la Universitat Queen's de Belfast, de manera concertada amb la Biblioteca Linen Hall. Altres contribuents importants a la creació i desenvolupament de CAIN van ser el Centre for the Study of Conflict, Educational Services i l'INCORE (Initiative on Conflict Resolution and Ethnicity).
L'arxiu inclou l'índex de defuncions de Sutton, que conté informació sobre totes les defuncions produïdes com a conseqüència del conflicte. La informació està extreta del llibre de Malcolm Sutton Bear in Mind These Dead, [1] el títol del qual és extret d'un poema de John Hewitt. El llibre original de Sutton enumera les defuncions des del 1969 fins al 1993, des de l'actualització fins al 2001. La informació es pot veure cronològicament, alfabèticament i s'inclou una funcionalitat de cerca completa. La informació també es pot calcular entre l'estatus de la víctima, l'organització responsable i altres variables. També inclou el programa Visualising the Conflict, un espai educatiu virtual on es poden trobar recreacions de murals i altres memorials del conflicte a Irlanda del Nord (Memorial Street).